# Gouvernement Spadolini II
 (septembre 2023).
Si vous disposez d'ouvrages ou d'articles de référence ou si vous connaissez des sites web de qualité traitant du thème abordé ici, merci de compléter l'article en donnant les références utiles à sa vérifiabilité et en les liant à la section « Notes et références ».
République italienne
Spadolini I Fanfani V
Le gouvernement Spadolini II (Governo Spadolini II) est le gouvernement de la République italienne du 23 août 1982 au 1er décembre 1982, durant la VIIIe législature du Parlement.

## Coalition et historique

### Formation
Après les disputes récurrentes des ministres du Trésor et des Finances et le rejet d'un projet de taxe par le Parlement, le gouvernement dirigé par le républicain Giovanni Spadolini démissionne. Ce dernier, premier président du Conseil n'appartenant pas à la Démocratie chrétienne depuis l'après-guerre, est à nouveau chargé de former un cabinet par le président de la République Sandro Pertini. L'alliance qui soutenait le gouvernement sortant est alors reconduite : la Démocratie chrétienne (DC), le Parti socialiste italien (PSI), le Parti socialiste démocratique italien (PSDI), le Parti républicain italien (PRI) et le Parti libéral italien (PLI) confortent donc le président du Conseil.
Appuyé par une coalition identique, Spadolini forme un exécutif au sein duquel tous les ministres qui siégeaient dans le précédent cabinet sont reconduits ce qui lui vaut le surnom de « gouvernement photocopie » (governo fotocopia). Seul le républicain Vittorio Olcese entre au gouvernement comme secrétaire d'État à la présidence du Conseil en remplacement de Francesco Compagna, décédé quelques semaines plus tôt. Le président du Conseil et ses ministres prêtent serment le 23 août suivant devant Pertini, au palais du Quirinal.
Le 2 septembre 1982, le nouveau gouvernement reçoit la confiance de 357 députés sur 604 votants ; deux jours plus tard, il est également investi par 176 sénateurs sur 291 votants. 

### Succession
Il a été remplacé le 1er décembre 1981 par le cinquième gouvernement d'Amintore Fanfani, à la suite d'un désaccord entre les ministres du Trésor et des Finances, issus de la DC et du PSI.

## Composition
- Les nouveaux ministres sont indiqués en gras.

| Poste                                                                                          | Titulaire | Titulaire            | Parti |
| ---------------------------------------------------------------------------------------------- | --------- | -------------------- | ----- |
| Président du Conseil des ministres                                                             |           | Giovanni Spadolini   | PRI   |
| Secrétaire d'État à la présidence du Conseil des ministres Secrétaire du Conseil des ministres |           | Vittorio Olcese      | PRI   |
| Ministres sans portefeuille                                                                    |           |                      |       |
| Ministre pour les Affaires régionales                                                          |           | Aldo Aniasi          | PSI   |
| Ministre pour la Coordination des initiatives pour la recherche scientifique et technologique  |           | Giancarlo Tesini     | DC    |
| Ministre pour la Coordination des politiques communautaires                                    |           | Lucio Abis           | DC    |
| Ministre pour la Coordination de la protection civile                                          |           | Giuseppe Zamberletti | DC    |
| Ministre pour la Fonction publique                                                             |           | Dante Schietroma     | PSDI  |
| Ministre pour les Interventions extraordinaires pour le Mezzogiorno                            |           | Claudio Signorile    | PSI   |
| Ministre pour les Relations avec le Parlement                                                  |           | Luciano Radi         | DC    |
| Ministres                                                                                      |           |                      |       |
| Ministre des Affaires étrangères                                                               |           | Emilio Colombo       | DC    |
| Ministre de l'Intérieur                                                                        |           | Virginio Rognoni     | DC    |
| Ministre des Grâces et de la Justice                                                           |           | Clelio Darida        | DC    |
| Ministre du Budget et de la Programmation économique                                           |           | Giorgio La Malfa     | PRI   |
| Ministre des Finances                                                                          |           | Rino Formica         | PSI   |
| Ministre du Trésor                                                                             |           | Beniamino Andreatta  | DC    |
| Ministre de la Défense                                                                         |           | Lelio Lagorio        | PSI   |
| Ministre de l'Instruction publique                                                             |           | Guido Bodrato        | DC    |
| Ministre des Travaux publics                                                                   |           | Franco Nicolazzi     | PSDI  |
| Ministre de l'Agriculture et des Forêts                                                        |           | Giuseppe Bartolomei  | DC    |
| Ministre des Transports                                                                        |           | Vincenzo Balzamo     | PSI   |
| Ministre des Postes et des Télécommunications                                                  |           | Remo Gaspari         | DC    |
| Ministre de l'Industrie, du Commerce et de l'Artisanat                                         |           | Giovanni Marcora     | DC    |
| Ministre de la Santé                                                                           |           | Renato Altissimo     | PLI   |
| Ministre du Commerce extérieur                                                                 |           | Nicola Capria        | PSI   |
| Ministre de la Marine marchande                                                                |           | Calogero Mannino     | DC    |
| Ministre des Participations de l'État                                                          |           | Gianni De Michelis   | PSI   |
| Ministre du Travail et de la Sécurité sociale                                                  |           | Michele Di Giesi     | PSDI  |
| Ministre des Biens culturels et environnementaux                                               |           | Vincenzo Scotti      | DC    |
| Ministre du Tourisme et du Divertissement                                                      |           | Nicola Signorello    | DC    |

## Soutien parlementaire

### Votes de confiance
| Date             | Chambre                | Votants | Majorité | Pour | Contre | Résultat |
| ---------------- | ---------------------- | ------- | -------- | ---- | ------ | -------- |
| 2 septembre 1982 | Chambre des députés    | 604     | 303      | 357  | 247    | Accordée |
| 4 septembre 1982 | Sénat de la République | 291     | 146      | 176  | 115    | Accordée |